# ロジェール・マルティ
ロジェール・マルティ・サルバドール（Roger Martí Salvador ,  1991年1月3日 - ）は、スペイン・バレンシア州トレント出身のプロサッカー選手。プリメーラ・ディビシオンのカディスCFに所属している。ポジションはFW。

## 来歴
地元のバレンシアCFのカンテラに入団後、2009年にBチームにあたるバレンシアCF・メスタージャに昇格。しかし、トップチームに昇格することは出来ず、2011年で契約満了で退団。
2011年7月11日、同じバレンシアに本拠地を置くレバンテUDと契約し、テルセーラ・ディビシオン所属のBチームに配属。12月21日のコパ・デル・レイのデポルティーボ・ラ・コルーニャ戦てトップチームデビュー。翌2012年1月15日のアスレティック・ビルバオ戦で念願のラ・リーガデビューを果たすも、トップチームに定着できないシーズンが続いた。
2013-14シーズンから2シーズンは、レアル・サラゴサ、レアル・バリャドリードなどでローン移籍でプレー。2015-16シーズンは、2016年1月から再びレアル・バリャドリードに移籍し、19試合8得点を記録。
2016-17シーズンに再びレバンテに復帰し、セグンダ・ディビシオン37試合22ゴールを記録し、 2部リーグ得点王に輝き、1年でのラ・リーガ復帰に導く。しかし、2017-18シーズンは膝の負傷で出遅れ、17試合3ゴールに止まった。
2018-19シーズン開幕戦となった、2018年8月17日のレアル・ベティス戦では、先制ゴールを決め、敵地エスタディオ・ベニート・ビジャマリンで3-0の開幕戦勝利に導く。10月20日のレアル・マドリード戦では、この日チーム 2点目となるPKに決め、敵地サンティアゴ・ベルナベウでの2-1の勝利に貢献した。
2022年8月4日、レバンテがセグンダ・ディビシオンへと降格したことで同じくバレンシア州に本拠地を置くエルチェCFに移籍し、4年契約を結んだ。2023年1月26日、2022-23シーズン終了までカディスCFへレンタル移籍されることが決定した。